# Arme semi-automatique
 (avril 2012).
Si vous disposez d'ouvrages ou d'articles de référence ou si vous connaissez des sites web de qualité traitant du thème abordé ici, merci de compléter l'article en donnant les références utiles à sa vérifiabilité et en les liant à la section « Notes et références ».

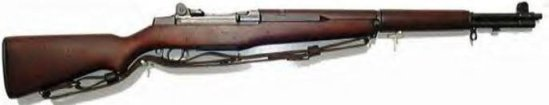
Le M1 Garand a été l'un des premiers fusils semi-automatiques utilisés dans l'infanterie.

Une arme semi-automatique est une arme à feu qui ne tire qu'une seule munition à chaque action sur sa queue de détente mais assure seule les manœuvres nécessaires au rechargement tant que les munitions disponibles le permettent.
Une partie de l'énergie créée par le tir de la munition est utilisée pour faire fonctionner le mécanisme d'éjection de l'étui et de chargement de la cartouche suivante. Si une munition est défectueuse, l'arme est bloquée (« enrayée ») et le tir ne reprendra qu'après une manœuvre visant à l'éjecter puis à en chambrer une autre après avoir vérifié que rien n'est resté bloqué dans le canon au risque de le voir exploser.

## Description

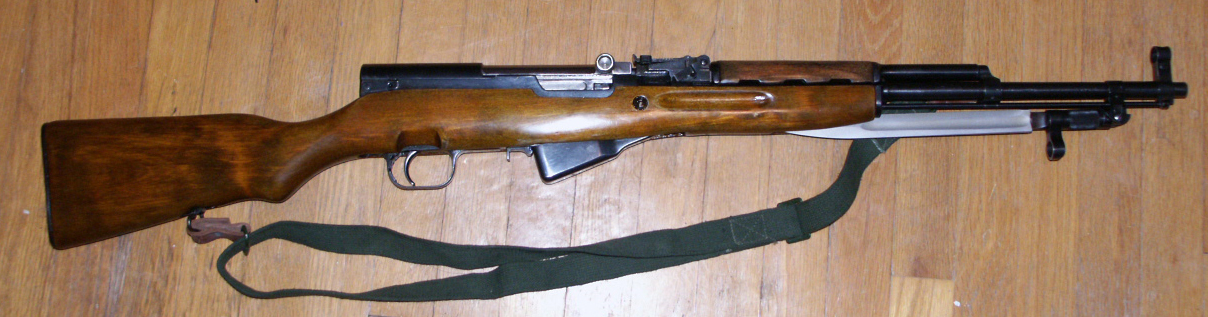
Le SKS, un célèbre fusil semi-automatique soviétique.

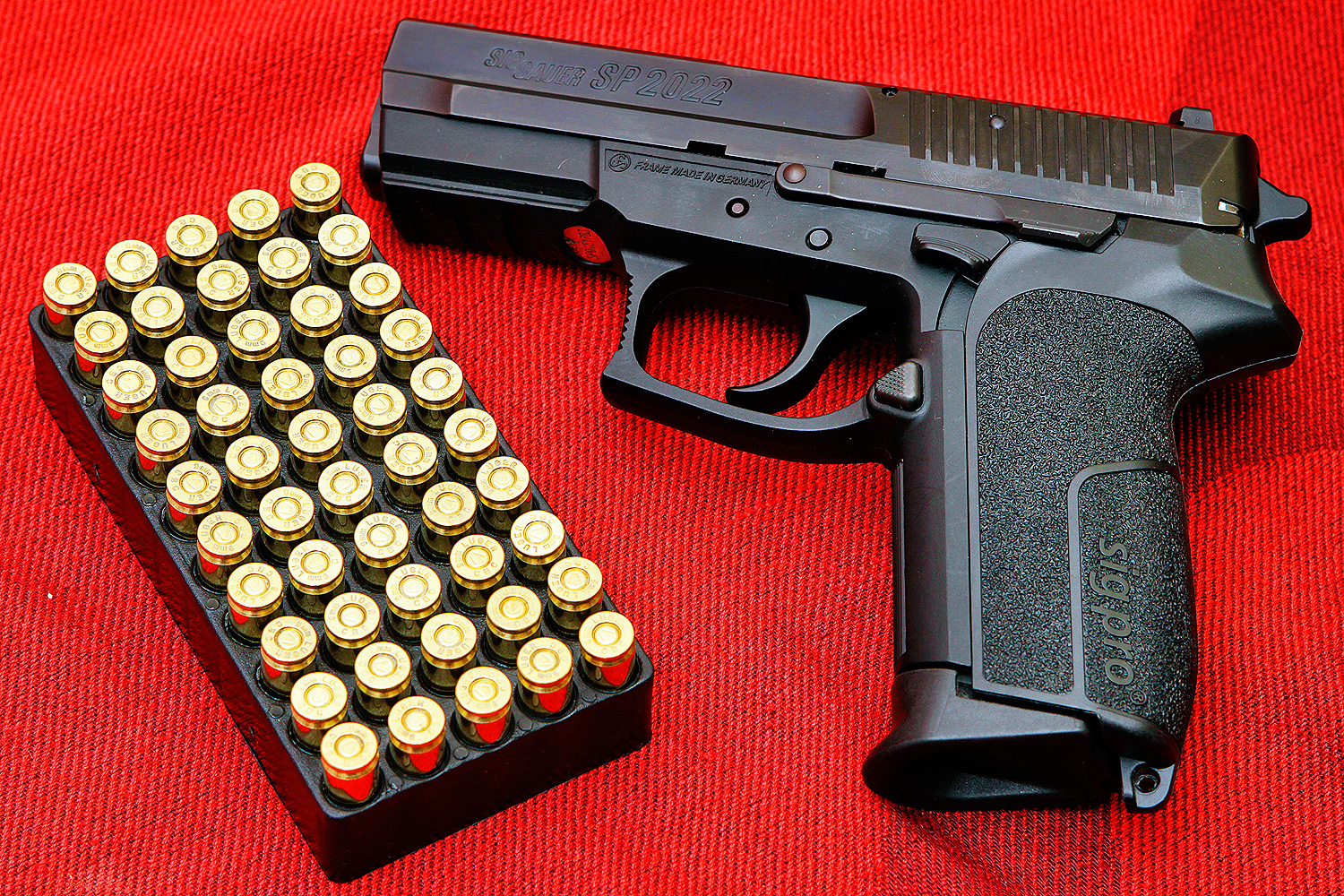
Le SIG-Sauer Pro, un pistolet semi-automatique.

Une arme à feu semi-automatique charge automatiquement une cartouche dans la chambre après un tir, mais un relâchement et une nouvelle pression sur la queue de détente sont nécessaires pour que le coup suivant puisse partir. Ainsi, pour tirer dix coups avec une arme à feu semi-automatique, il faut relâcher et appuyer dix fois de suite sur la queue de détente. Au contraire, avec une arme à feu automatique, le tir continuera aussi longtemps que la queue de détente sera maintenue enfoncée, jusqu'à l'épuisement des munitions ou l'incident de tir.
Il existe des pistolets et des fusils militaires et de chasse semi-automatiques. La grande majorité des armes automatiques possède une commande qui permet également le tir semi-automatique, ce sont alors des armes à tir mixte.
Les armes semi-automatiques sont parfois divisées en deux catégories selon que leurs culasses sont ou non fermées avant l'action sur la queue de détente. Quand la queue de détente d'une arme armée culasse ouverte est pressée, la culasse s’avance, extrait une cartouche du magasin, la place dans la chambre et la percute. Avec un système armé culasse fermée, la cartouche est alors déjà chambrée et l'action sur la queue de détente ne commande que la percussion. Le système à culasse fermée est généralement plus précis car il cause moins de déplacements du centre de gravité durant le tir. Le système à culasse ouverte est presque exclusivement utilisé dans des pistolets-mitrailleurs, car il est plus simple et permet au canon et à la chambre de refroidir plus rapidement.

## Confusion avec les armes automatiques

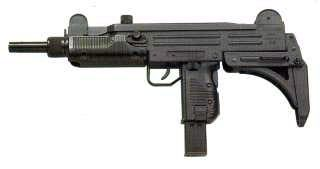
Un pistolet-mitrailleur Uzi fonctionne en mode automatique.

Il arrive souvent de qualifier d'automatique une arme qui est en réalité semi-automatique. Le terme pistolet automatique tend à désigner un pistolet semi-automatique, le terme « mitrailleur » étant utilisé pour désigner sans ambiguïté une arme automatique (comme l'Uzi par exemple). Dans la famille des pistolets purs, les armes dites automatiques sont à fonctionnement semi-automatique. Il y a peu de pistolets réellement « automatiques ».

## Bump stock
Le bump stock est un dispositif permettant à une arme semi-automatique (en général un fusil) de tirer en rafales automatiques, et donc d'avoir une rapidité de feu presque équivalente à celle d'une arme automatique.
Concrètement, le bump stock est une crosse amovible qui utilise l’énergie du recul de l’arme pour imprimer un mouvement de va-et-vient extrêmement rapide au fusil. Les projectiles du fusil se rechargent alors au même rythme qu'ils sont tirés, jusqu'à environ 500 coups par minute, ou 9 balles par seconde.
Dans la mesure où les bump stock permettent, aux États-Unis, de contourner la loi américaine qui interdit la vente d'armes automatiques, tout en permettant à des armes semi-automatiques de devenir bien plus dangereuses, ils sont des éléments importants du débat sur la législation sur les armes aux États-Unis. Lors de la fusillade de Las Vegas de 2017, en particulier, le tireur avait en sa possession 12 armes semi-automatiques modifiées avec un bump stock, ce qui lui a probablement permis d'être aussi mortel (58 morts et 527 blessés) en « fauchant » les passants par rafales.